# 1,1,2,2-四氟乙烷
1,1,2,2-四氟乙烷（R-134或HFC-134）是一种氟代烷烃，它是1,1,1,2-四氟乙烷（R-134a）的同分异构体，可用作泡沫膨胀剂和传热流体。它可由1,1,2,2-四氟-1,2-二氯乙烷水解得到。它和氯气反应，可以得到1,1,2,2-四氟-1-氯乙烷或1,1,2,2-四氟-1,2-二氯乙烷。